# 만가닥버섯

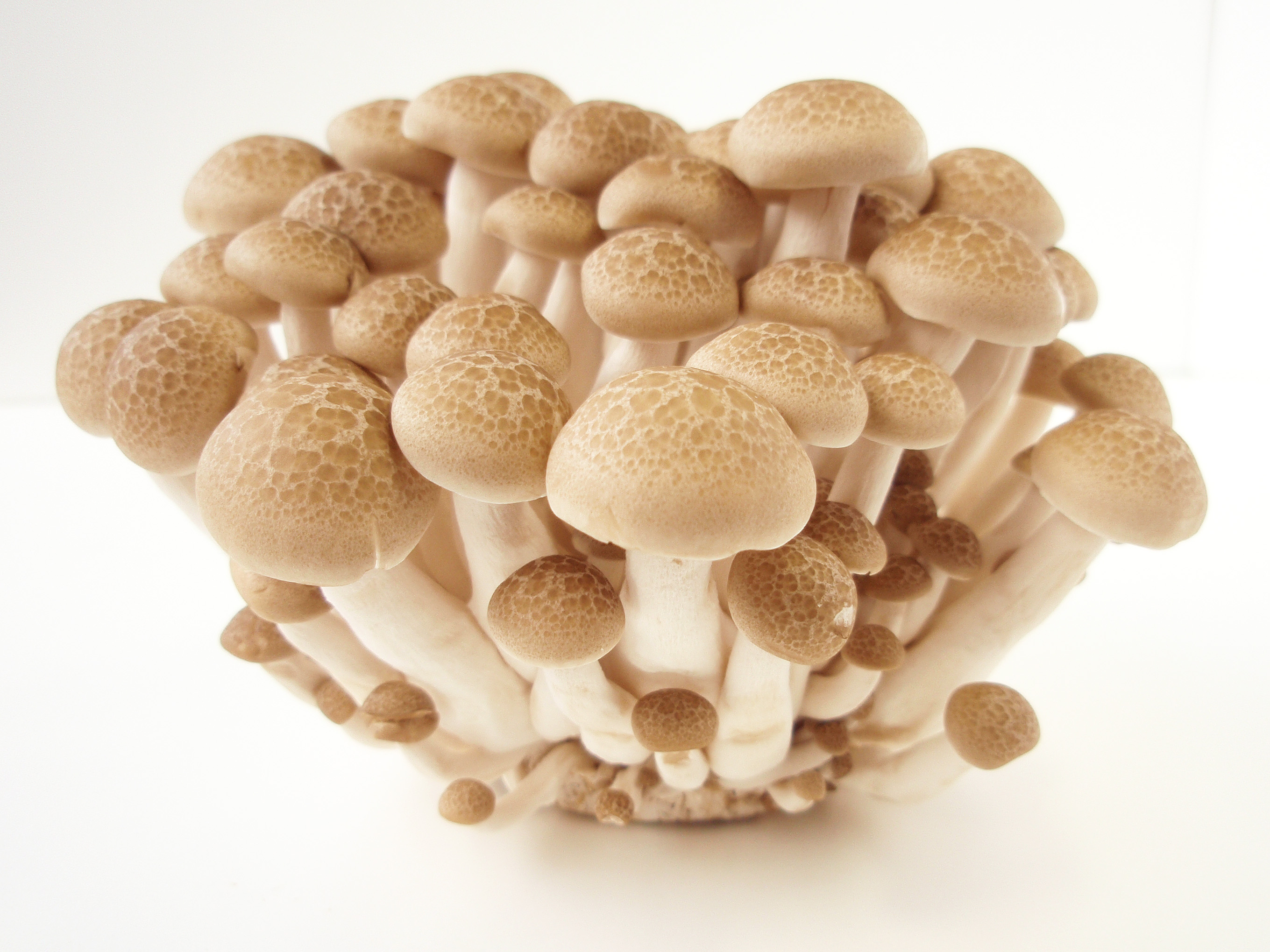
느티만가닥버섯

만가닥버섯(萬----)은 만가닥버섯과의 만가닥버섯속 및 느티만가닥버섯속에 속하는 몇몇 식용 버섯 재배종(품종)을 일컫는다. 백만송이버섯으로도 알려져 있으나, 이는 일반명사가 아니라 참맛버섯영농조합법인에서 판매하는 만가닥버섯 상품명이다.

## 종
대표적인 종은 다음과 같다.
- 느티만가닥버섯(Hypsizygus marmoreus (Peck) H.E.Bigelow)
- 땅찌만가닥버섯(Lyophyllum shimeji (Kawam.) Hongo)
- 무데기만가닥버섯(Lyophyllum cinerascens (Bull.) Singer)
- 잿빛만가닥버섯(Lyophyllum decastes (Fr.) Singer)

## 같이 보기
- 느타리버섯